# فريدريش صموئيل بوك
فريدريش صموئيل بوك (بالألمانية: Friedrich Samuel Bock)‏ (و. 1716 – 1786 م) هو أمين مكتبة، ومؤلف، ومؤرخ، وفيلسوف، وعالم عقيدة، وأستاذ جامعي، وكاتب ألماني، ولد في كونيغسبرغ، توفي في كونيغسبرغ، عن عمر يناهز 70 عاماً.